# Wanderlust (Björk)
Wanderlust è una canzone della cantautrice islandese Björk, estratta come quarto singolo dall'album Volta e pubblicata il 7 aprile 2008.

## Descrizione
Il testo della canzone è stato scritto in collaborazione con il poeta islandese Sjón, che già in passato aveva co-scritto diversi brani della cantautrice. Björk ha descritto Wanderlust come il "cuore" di Volta e ha affermato che tratta del continuo cercare "qualcosa" che si sa di non poter mai trovare, ed è in definitiva una presa in giro alla sua stessa "fame" di cose nuove. In un'intervista rilasciata alla rivista Harp, la cantante ha affermato di vedere Wanderlust come un continuo di Hyper-ballad.
In occasione del Björk Orkestral, serie di concerti del 2021 in cui ha celebrato la sua carriera, Björk ha affermato sulla canzone:

## Videoclip
Il videoclip di Wanderlust è stato diretto dagli Encyclopedia Pictura. Si tratta di un cortometraggio 3D di ben sette minuti.
Nel video, un gruppo di yak si riunisce accanto a un fiume. Björk, in un antico costume tribale mongolo, appare in mezzo agli animali e crea un fiume scavando per terra. Lei si alza e porta la mandria nel fiume, e tutti si fanno trasportare dalla corrente, con Björk in piedi sulla schiena di uno degli yak. Durante il video, un suo alter ego demoniaco di argilla esce dal suo zaino e si scontra fisicamente con lei. Infine, un dio dall'aspetto di un gigantesco dragone crea una cascata e Björk e il suo alter ego vi cadono dentro, dove un paio di enormi mani li afferrano entrambi.
Il videoclip ha ricevuto i premi "Best Art Direction", "Best Alternative/Indie Video" e "Video Of The Year" agli UK Music Video Awards del 2008, ed è stato nominato per il premio "Best Special Effects".

## Tracce

### 12" double heavy weight vinyl
1. Wanderlust (Matthew Herbert Remix)
2. Wanderlust (Mark Stent Mix)
3. Wanderlust (Ratatat Remix)
4. Wanderlust (Mark Stent Instrumental)

### CD
1. Wanderlust (Matthew Herbert Remix)
2. Wanderlust (Mark Stent Mix)
3. Wanderlust (Ratatat Remix)
4. Wanderlust (Mark Stent Instrumental)

### DVD
1. Wanderlust (3D Music video)
2. Wanderlust (2D Music video)
3. Making Of

## Classifiche
| Classifica            | Posizione più alta |
| --------------------- | ------------------ |
| France Singles Chart  | 67                 |
| Italian Singles Chart | 18                 |
| Spain Singles Top 20  | 1                  |

## Date di pubblicazione
| Formato           | Data           |
| ----------------- | -------------- |
| White label       | febbraio 2008  |
| Download digitale | 7 aprile 2008  |
| CD, LP            | 12 giugno 2008 |